# Жовтушник загострений
Жовтушник загострений (Erysimum cuspidatum) — вид рослин з родини капустяних (Brassicaceae); населяє південну Європи й на південний схід до Ірану.

## Опис

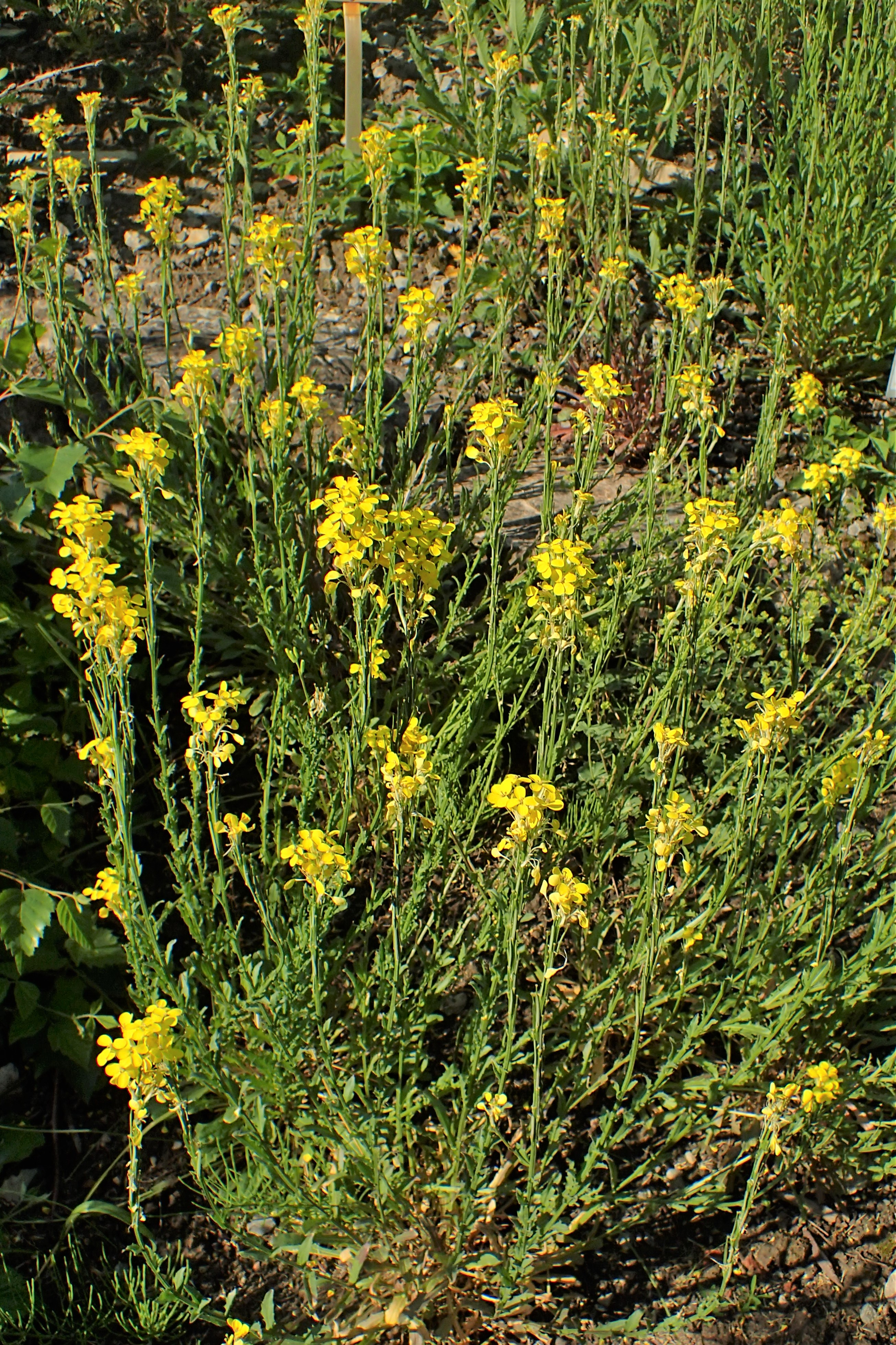
загальний вигляд

Дворічна рослина 15–50 см. Всі листки сидячі, сіруваті від 3–4-роздільних волосків. Стручки 13–20 мм довжиною, вгору стоять, сплюснуті з боку швів, обоюдогострі, білуваті від зірчастих волосків, але по кілям стулок зеленуваті.

## Поширення
Населяє південну Європи й на південний схід до Ірану.
В Україні вид зростає у степах, на сухих кам'янистих схилах — у Криму, часто; в західному Лісостепу по р. Дністер від Кам'янець-Подільського до Дубоссар, в Закарпатській обл. біля підніжжя гори Говерла, дуже рідко.